# 布瓦尔月谷

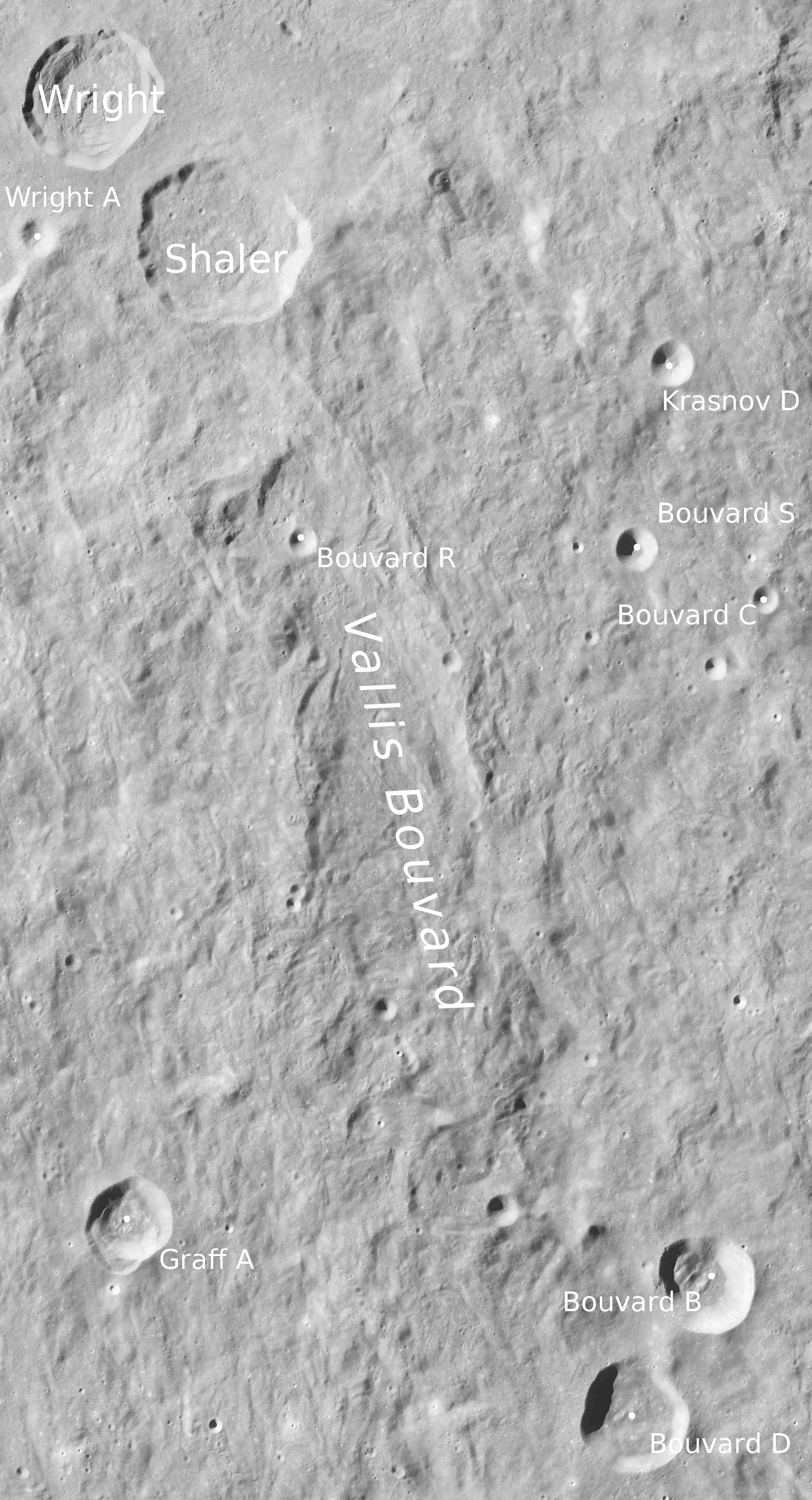
布瓦尔月谷地貌图

布瓦尔月谷（Vallis Bouvard）是月球上一条284公里长的月谷，其中心位于月面座标南纬38.3°、西经83.1°，它发源于沙勒陨石坑（Shaler）南侧边缘，蜿蜒伸向东南面的巴德陨石坑。
它是从东方海圆形撞击盆地东南侧延伸出的数条月谷之一，另外两条是因吉拉米月谷和巴德月谷。布瓦尔月谷构成了一个次级链坑。
1970年国际天文学联合会以法国天文学家亚历克西斯·布瓦尔（Alexis Bouvard）之名命名了该月谷。
分布于布瓦尔月谷周边的卫星陨石坑
| 布瓦尔月谷中 卫星环形山 | 月面坐标               | 直径    |
| ----------------------- | ---------------------- | ------- |
| B                       | 南纬41,71°, 西经79,82° | 15 公里 |
| C                       | 南纬37,09°, 西经77,48° | 15 公里 |
| D                       | 南纬42,77°, 西经80,66° | 27 公里 |
| E                       | 南纬41,9° , 西经77,53° | 13 公里 |
| F                       | 南纬42,46°, 西经76,55° | 12 公里 |
| G                       | 南纬42,07°, 西经74,74° | 20 公里 |
| M                       | 南纬40,61°, 西经77,52° | 74 公里 |
| N                       | 南纬38,57°, 西经76,52° | 66 公里 |
| P                       | 南纬38,92°, 西经75,16° | 14 公里 |
| R                       | 南纬35,56°, 西经84,38° | 8 公里  |
| S                       | 南纬35,62°, 西经80,63° | 12 公里 |